# Litauische Eishockeyliga 2004/05
Die Saison 2004/05 war die 14. Spielzeit der litauischen Eishockeyliga, der höchsten litauischen Eishockeyspielklasse. Meister wurde zum insgesamt zwölften Mal in der Vereinsgeschichte der SC Energija.

## Modus
In der Hauptrunde absolvierte jede der drei Mannschaften insgesamt acht Spiele. Die beiden litauischen Mannschaften qualifizierten sich für das Playoff-Halbfinale, an dem Sturm Kaliningrad als russische Gastmannschaft nicht teilnehmen durfte. Dessen Sieger traf im Meisterschaftsfinale auf den für dieses direkt qualifizierte SC Energija. Aus sportlichen Gründen traf der SC Energija jedoch auf den Halbfinalverlierer Jaunimas Elektrenai, statt auf die eigene zweite Mannschaft. Für einen Sieg erhielt jede Mannschaft drei Punkte, bei einem Unentschieden gab es ein Punkt und bei einer Niederlage null Punkte.

## Hauptrunde
|    | Klub                | Sp | S | U | N | Tore  | Punkte |
| -- | ------------------- | -- | - | - | - | ----- | ------ |
| 1. | Sturm Kaliningrad   | 8  | 4 | 0 | 4 | 47:34 | 12     |
| 2. | Jaunimas Elektrenai | 8  | 4 | 0 | 4 | 56:46 | 12     |
| 3. | SC Energija II      | 8  | 4 | 0 | 4 | 45:68 | 12     |

Sp = Spiele, S = Siege, U = unentschieden, N = Niederlagen, OTS = Overtime-Siege, OTN = Overtime-Niederlage, SOS = Penalty-Siege, SON = Penalty-Niederlage

## Playoffs

### Halbfinale
- SC Energija II – Jaunimas Elektrenai 2:1 (4:3, 7:8, 8:6)

### Finale
- SC Energija – Jaunimas Elektrenai 2:0 (7:5, 10:9)